# Marvin Griffin

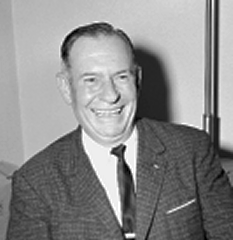
Marvin Griffin

Samuel Marvin Griffin (* 4. September 1907 in Bainbridge, Georgia; † 13. Juni 1982) war ein US-amerikanischer Politiker und von 1955 bis 1959 Gouverneur von Georgia.

## Frühe Jahre und politischer Aufstieg
Griffin absolvierte 1929 die Militärschule “The Citadel” in Charleston, South Carolina. Anschließend unterrichtete er an der Randolph-Macon Academy in Front Royal, Virginia. Dort heiratete er auch Mary Elizabeth Smith, mit der er zwei Kinder haben sollte. Als sein Vater 1933 erkrankte, kehrte die Familie nach Bainbridge zurück; er wurde dort Herausgeber der familieneigenen Zeitung „Post Searchlight“. 1934 unternahm er seine ersten politischen Schritte, indem er sich in die Nationalversammlung (general assembly) von Georgia wählen ließ. Zwei Jahre später scheiterte sein Versuch, in das Repräsentantenhaus der Vereinigten Staaten gewählt zu werden. Stattdessen erhielt er von Gouverneur Eurith Rivers einen Verwaltungsposten in dessen Regierung.
Im Zweiten Weltkrieg trat er in die Armee ein und brachte es bis zum Oberstleutnant. Er war Kommandeur einer Einheit im Südpazifik. 1944 berief ihn Gouverneur Ellis Arnall als Stabsoffizier in das Führungskorps der Nationalgarde. Dieses Amt hatte er bis 1947 inne. 1948 fanden in Georgia aufgrund einer vorausgegangenen Verfassungskrise Gouverneursneuwahlen statt. Griffin wurde dabei zum Vizegouverneur gewählt, 1950 wurde er bei den nächsten regulären Wahlen in diesem Amt bestätigt. Griffin war der erste Vizegouverneur Georgias, der dieses erst kurz zuvor in der Verfassung etablierte Amt tatsächlich ausübte.

## Gouverneur von Georgia
1954 kandidierte er dann selbst für das Amt des Gouverneurs und wurde als Nachfolger von Herman Talmadge gewählt. Als Gouverneur erhöhte er die Einkommensteuer, um Mindereinnahmen zu kompensieren. Mit dem Geld wurde der Straßenbau in Georgia gefördert. Insgesamt wurden im ländlichen Raum Straßen in einer Gesamtlänge von 12.000 Meilen asphaltiert. Auch das Bildungswesen wurde ausgebaut und das Budget für diesen Bereich um 50 % erhöht. Andererseits war Griffin ein strenger Anhänger der Rassentrennung. Obwohl der Oberste Gerichtshof der USA bereits 1954 in Brown v. Board of Education, kurz vor Griffins Wahl zum Gouverneur, die Rassentrennung in Schulen für verfassungswidrig erklärt hatte, weigerte sich Griffin, das Urteil umzusetzen. Trotzdem sorgte er dafür, dass seine Bildungsreform auch den schwarzen Mitbürgern zugutekam. Allerdings waren die Schulen der Weißen für Schwarze weiterhin verboten. Der Prozess zur Überwindung dieses Zustands begann erst langsam im Jahr 1961, als Griffin schon nicht mehr im Amt war.
Im weiteren Verlauf seiner Amtszeit geriet seine Regierung immer mehr unter Korruptionsverdacht. Einige seiner Minister wurden wegen verschiedener Delikte schuldig gesprochen, auch der Bruder des Gouverneurs war angeblich in illegale Aktivitäten verwickelt. Eine Kommission ermittelte auch gegen den Gouverneur selbst; es kam aber zu keiner Anklage. Aufgrund dieser Missstände gelang es ihm 1958 nicht wiedergewählt zu werden. Er schied damit Anfang 1959 aus seinem Amt aus.

## Lebensabend und Tod
1962 kandidierte Griffin noch einmal für das Amt des Gouverneurs. Da aber die Korruptionsaffären während seiner Amtszeit noch nicht vergessen waren und von seinen Gegnern auch im Wahlkampf angeführt wurden, hatte er keine Chance, die Wahlen zu gewinnen. 1968 war er bei der American Independent Party, einer dritten, chancenlosen, Partei bei der bevorstehenden Präsidentschaftswahl, zeitweise als Kandidat für die Vizepräsidentschaft im Gespräch. Am Ende wurde er nicht nominiert. In den 1970er Jahren zog es den früheren Demokraten Griffin mehr und mehr zu den Republikanern. So unterstützte er die Wahlkämpfe von Gerald Ford und Ronald Reagan. Am 13. Juni 1982 starb Marvin Griffin an Lungenkrebs.